# Love Letter (joc de cartes)
Love Letter és un joc de cartes publicat el maig de 2012 i dissenyat per Seiji Kanai. La seva primera edició en anglès va ser produïda als Estats Units per Alderac Entertainment Group (AEG) fins al 2018, quan Love Letter va ser adquirida per Z-Man Games (una filial d'Asmodee).

## Premissa
Cada jugador té com a objectiu lliurar una carta d'amor a la princesa amb l'ajuda de familiars i coneguts.

## Joc
- Al començament de cada ronda, es descarta una carta cap per avall (quatre cartes si juguen només dos jugadors) de manera que per eliminació no es pot demostrar quines cartes queden per a la ronda; es reparteix una carta a cada jugador i la resta es posen cap per avall al mig per formar una pila de cartes.
- Durant el torn de cada jugador, es treu una carta de la pila central i el jugador pot jugar una de les 2 cartes que té a la mà.
- Després d'executar l'efecte descrit a la carta jugada, el torn passa al següent jugador cap a l'esquerra.
- Aquest procés es repeteix fins que s'esgota la pila de cartes, en aquest cas el jugador que tingui la carta de més valor guanya la ronda, o quan tots els jugadors menys un són eliminats, en aquest cas l'últim jugador encara en joc guanya la ronda.
- Un cop acaba una ronda, el guanyador de la ronda rep una fitxa de favor. Totes les cartes es recullen i es barregen, i el joc continua amb una nova ronda, amb el guanyador de la ronda anterior fent el primer torn.
- El joc acaba quan un jugador ha obtingut un nombre predeterminat de fitxes de favor (de 3 a 7, depenent del nombre de jugadors), guanyant així la partida.

## Tipus de cartes
A continuació es mostra la llista de cartes de l'edició original del joc:
| Targeta  | Força | Quantitat | Efectes |
| -------- | ----- | --------- | --- |
| Guàrdia  | 1     | 5         | El jugador tria un altre jugador i anomena una carta que no sigui la de Guàrdia . Si la carta del jugador escollit és la mateixa carta que s'anomena, aquest jugador queda eliminat de la ronda. |
| Sacerdot | 2     | 2         | El jugador pot veure en privat la mà d'un altre jugador. |
| Baró     | 3     | 2         | El jugador tria un altre jugador i comparen les cartes de manera privada. El jugador amb la carta de menor valor és eliminat de la ronda.                                                        |
| Criada   | 4     | 2         | El jugador no pot ser afectat per les cartes d'un altre jugador fins al seu proper torn. |
| Príncep  | 5     | 2         | El jugador pot triar qualsevol jugador (inclòs ell mateix) per descartar la seva mà i agafar-ne una de nova.                                                                                     |
| Rei      | 6     | 1         | El jugador intercanvia la mà amb la d'un altre jugador. |
| Comtessa | 7     | 1         | No fa res quan es juga, però si el jugador té aquesta carta i el Rei o el Príncep a la mà, aquesta carta s'ha de jugar immediatament.                                                            |
| Princesa | 8     | 1         | Si el jugador juga o descarta aquesta carta per qualsevol motiu, queda eliminat de la ronda. |

## Segona edició
El 2019 es va publicar una segona edició amb noves il·lustracions i s'hi van afegir 5 cinc cartes per poder-hi jugar fins a 6 jugadors. Aquesta edició porta totes les cartes de la versió original, però canvia els valors de força del Rei, la Comtessa i la Princesa, que passen a tenir 7, 8 i 9 punts respectivament. Les cinc cartes afegides en aquesta edició inclouen una carta de Guàrdia addicional i 2 tipus de cartes noves:
| Carta     | Força | Quantitat | Efectes |
| --------- | ----- | --------- | --- |
| Espia     | 0     | 2         | No fa res quan es juga, però si el jugador és l'únic que encara està en joc que ha jugat o descartat aquesta carta al final de la ronda, guanya una fitxa de favor addicional.        |
| Canceller | 6     | 2         | El jugador treu dues cartes de la pila, després n'escull una de les tres que té a la mà per conservar-la i col·loca les altres dues a la part inferior de la pila en qualsevol ordre. |

Aquesta segona edició també es pot jugar d'acord amb les normes de la versió original eliminant les cinc cartes addicionals, tot i que només admet fins a 4 jugadors.

## Premis
Love Letter ha rebut els següents premis:
- 4t lloc als Deutscher Spiele Preis de 2014[6]
- Premis Origin al millor joc de cartes tradicional de 2014[7]
- Millor joc familiar Guildbrikken de 2014
- Millor joc de taula de festa Golden Geek de 2013[8]
- Millor joc de taula innovador Golden Geek de 2013
- Millor joc de taula familiar Golden Geek de 2013
- Millor joc de cartes Golden Geek 2013
- Selecció de votants del Japan Boardgame Prize de 2012[9]
- Millor joc familiar de Dice Tower 2012[1]
- Premi Origins al millor joc de cartes tradicional de 2012[10]